# Procédé LD

Principe du convertisseur LD

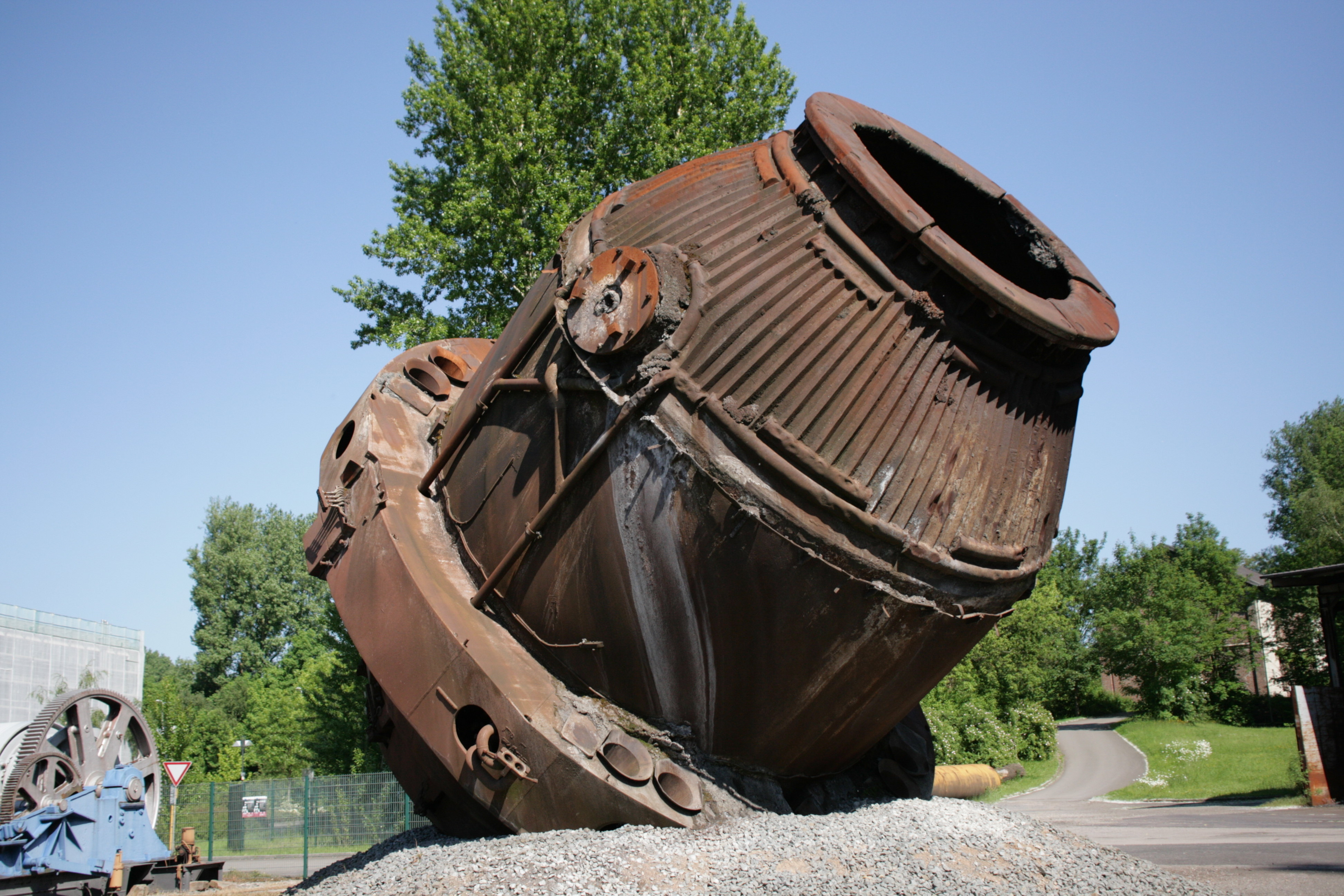
Ancien convertisseur LD de la ' à Hattingen (Allemagne).

Le procédé LD ou procédé Linz-Donawitz est un procédé d'affinage de la fonte en fusion en acier. Il s'agit d'un convertisseur à l'oxygène pur, où ce dernier est violemment insufflé par une lance dans le métal en fusion.
La réaction est analogue à celle du procédé Bessemer ou Thomas. Mais on obtient un acier qui peut être destiné à des usages pour lesquels seuls les aciers Martin-Siemens ou électriques convenaient. Surtout, le procédé est beaucoup plus économique tant par les frais d’installation considérablement moindres de 30 à 40 % que par les frais d’exploitation : on estime que trois convertisseurs de 40 à 50 tonnes remplacent 8 gros fours Martin-Siemens de 250 à 300 tonnes. Cette économie de moyen engendre donc également d'importants gains d'exploitation, de maintenance et de personnel. En termes de capacité, 2 convertisseurs LD de 180 tonnes produisant 1,5 Mt/an d'acier sont équivalents à 5 fours Martin-Siemens de 300 tonnes chacun. Ainsi, la construction de l'aciérie Martin coûte deux fois plus cher : en 1966, elle est estimée à 50 M$ contre 26 M$ pour son équivalent LD.
L'acier à l'oxygène montre d'excellentes qualités métallurgiques rivalise avec celui élaboré au four Martin-Siemens. Il peut même lui être préféré : il se travaille mieux à froid que l'acier Martin, ce qui le rend plus apte à être tréfilé ou laminé à froid.
À ses débuts, le procédé LD-AC avait un rendement fer entre 93 et 94 %. En 1973, il atteint 95 %.
En 2014, 73,6 % de la production mondiale d'acier est réalisée par ce procédé.